# Triodia angusta
Triodia angusta là một loài thực vật có hoa trong họ Hòa thảo. Loài này được N.T.Burb. miêu tả khoa học đầu tiên năm 1946.